# Imeretie
Imeretie, též Imereti (gruzínsky იმერეთი, Imereti), je gruzínský kraj (region, gruz. mchare) rozkládající se ve východní části západní Gruzie. Osu regionu tvoří řeka Rioni a krajským městem je Kutaisi, třetí největší gruzínské město s celkem 147 635 obyvateli (2014).

## Základní údaje
Rozloha Imeretie je 6516 km² a představuje 9,3 % z celkové rozlohy Gruzie. Podle sčítání lidu žilo v Imeretii v roce 2014 téměř 533 906 obyvatel, z toho vyplývá celkem vysoká hustota obyvatel v kraji, která se pohybuje okolo 107 lidí na jeden kilometr čtvereční. Kraj Imeretie má většinou přírodní horské nebo říční hranice, díky kterým je poněkud izolován od okolí, s regiony Gurie na jihozápadě, Samegrelo-Zemo Svaneti na západě, Rača-Lečchumi a Dolní Svanetie na severu, Šida Kartli na východě a Samcche-Džavacheti na jihu.

## Geografie

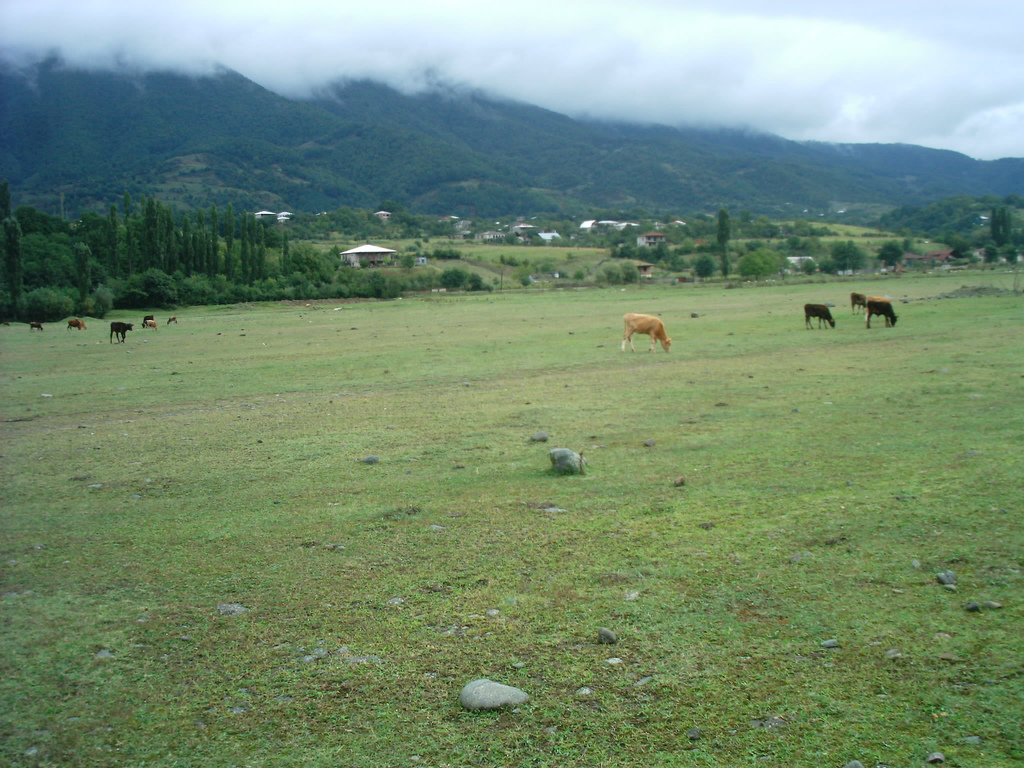
Krajina v Imeretii (okres Sačchere)

V Imeretii je členitá krajina od takřka přímořské Kolchidské nížiny do sta metrů nad mořem až po tři tisíce metrů vysoké hory Velkého a Malého Kavkazu, tvořící přírodní hranici kraje. Přístup z okolních regionů je v horách možný jen přes průsmyky nebo od moře z Gurie či Samegrela.
Podobně jako v přímořských regionech na západě od Imeretie je klima v nížinách subtropické a v horách mírné až alpinské. Znatelné jsou i rozdíly v různých částech kraje. Zatímco na západě kraje vládné teplé a spíše sušší počasí takřka po celý rok s jen velmi mírnou, krátkou a deštivou zimou, na východě kraje a v horách je tomu naopak. Tam bývá logicky mrazivá a dlouhotrvající zima, zatímco léta bývají krátká a studená.
Imeretií protéká několik důležitých řek, které mají význam především pro místní dopravu a zemědělství. Nejvýznamnějšími řekami jsou Rioni a Cchenisckali, které se na jaře a v létě pravidelně rozvodňují díky tajícímu sněhu a srážek z okolních hor. V Imeretii se nachází i mnoho zdrojů podzemní vody.

## Administrativní členění
Region Imeretie se skládá z nižších administrativních jednotek. Jsou jimi celkem 11 municipalit (obcí) a samostatné město Kutaisi.
1. město Kutaisi
2. Municipalita Bagdati (správní centrum Bagdati)
3. Municipalita Vani (správní centrum Vani)
4. Municipalita Zestaponi (správní centrum Zestaponi)
5. Municipalita Terdžola (správní centrum Terdžola)
6. Municipalita Samtredia (správní centrum Samtredia)
7. Municipalita Sačchere (správní centrum Sačchere)
8. Municipalita Tkibuli (správní centrum Tkibuli)
9. Municipalita Cchaltubo (správní centrum Cchaltubo)
10. Municipalita Čiatura (správní centrum Čiatura)
11. Municipalita Charagauli (správní centrum Charagauli)
12. Municipalita Choni (správní centrum Choni)

## Hospodářství
Imeretie je jedním z ekonomicky nejvýkonnějších a nejbohatších regionů v Gruzii, zejména díky vysokému počtu obyvatel, surovinovému bohatství a místnímu průmyslu. Hlavním průmyslovým střediskem je krajské město Kutaisi. Dále v Samtredii a Čiatuře se těží a zpracovává zdejší vysoce kvalitní manganová ruda (11 až 55% manganu), v Tkibuli zase uhlí. V Zestaponi, Choni a Sačchere jsou železárny. Na dalších místech se těží ještě přírodní nerosty jako jsou vápenec, mramorový kámen, jílovitá, keramická a žáruvzdorná hlína a minerály jako glaukonit, ze kterých se získává hliník, vápník a draslík nebo se z nich vyrábí ekologicky šetrné průmyslové hnojivo.
I přes průmyslovou vyspělost se Imeretie považuje za zemědělskou oblast. Orná půda v kraji zabírá přes 85 tisíc hektarů. Zemědělství se nejvíce daří v Kolchidské nížině, kde není tak členitý terén. V Imeretii se díky různému geologickému původu hornin vyskytuje na různých místech mnohopůdních druhů, díky čemuž lze v regionu pěstovat širokou škálu zemědělských plodin. Nejvíce se pěstuje čaj, moruše, jablka, třešně, meruňky, broskve a vinná réva. Víno vypěstované v Imeretii, kterého je na sto druhů, představuje až 25 % veškeré gruzínské produkce, ovoce 22 %. Ve vyšších nadmořských výškách se zemědělci živí především pastevectvím. Až 43 % rozlohy Imeretie je pokryto lesy. Zemědělství však v Imeretii v 90. letech utrpělo těžkou ránu, protože o subtropické ovoce a víno vyrobené v Gruzii, které se za sovětské vlády vyváželo do Ruska, nebyl z politických a bezpečnostních důvodů (občanská válka 1992-1993) zájem, ale v poslední době se vzpamatovává.
Imeretie je také vyhledávaným cílem turistů.

## Významní rodáci
- Tengiz Abuladze
- Nino Burdžanadze
- Vasilij Pavlovič Mžavanadze